# Ahrenshoop
Ahrenshoop (pol. Orłowo), Ostseebad (pol. Kąpielisko nadbałtyckie) – gmina w Niemczech, wchodząca w skład urzędu Darss/Fischland w powiecie Vorpommern-Rügen, w kraju związkowym Meklemburgia-Pomorze Przednie. Położona jest na półwyspie Fischland-Darß-Zingst.